# الحزب الشعبي (إسبانيا)
الحزب الشعبي (بالإسبانية: Partido Popular)‏ حزب سياسي إسباني محافظ ليبرالي، وهو جزء من الطيف السياسي لوسط اليمين. خلال مؤتمره السادس عشر، في 2004، عرف الحزب نفسه «كوسطي إصلاحي» (centro reformista)، وأعلن في 2010 كونه أكبر حزب إسباني حسب عدد المناضلين (000 800).

الحزب الشعبي امتداد للتحالف الشعبي الذي أسسه مانويل فراغا في 1977، والذي غير تسميته في نهاية ثمانينات القرن العشرين، وضم الحزب الليبرالي الإسباني ومكونات من الديمقراطيين المسيحيين الإسبان.

استمر الحزب في ضم أحزاب أخرى تنتمي لطيفه السياسي أو التحالف الشامل معها، كحزب الوسط الديمقراطي الاجتماعي الذي ضمه سنة 2005، وحزب الوحدة البلنسية (Unió Valenciana) الجهوي، منذ 2011. خلال الانتخابات التشريعية ل 2011، تكتل الحزب مع مجموعة من الأحزاب الجهوية «كاتحاد الشعب النافاري» (Unión del Pueblo Navarro) و «الحزب الأراغوني» (Partido Aragonés). 

يعتبر الحزب الشعبي وحزب العمال الاشتراكي الإسباني، الحزبان الأغلبيان في إسبانيا. منذ 2011، يحكم الحزب إسبانيا بأغلبية برلمانية مطلقة في مجلسي النواب والشيوخ وبحكومة بقيادة ماريانو راخوي. ويعتبر الحزب أكثر من حكم إسبانيا خلال فترة الديمقراطية، بعد الحزب الاشتراكي، التي انطلقت في 1978، برئيسي حكومة هما خوسي ماريا أثنار وماريانو راخوي.